# Gelasma korintjiensis
Gelasma korintjiensis là một loài bướm đêm trong họ Geometridae.